# Triplectides bilobus
Triplectides bilobus là một loài Trichoptera trong họ Leptoceridae. Chúng phân bố ở miền Australasia.